# Philippe Breton
Philippe Breton (Béthune, 1951) è un sociologo e antropologo francese, ricercatore al CNRS. Insegna nell'Università di Parigi.

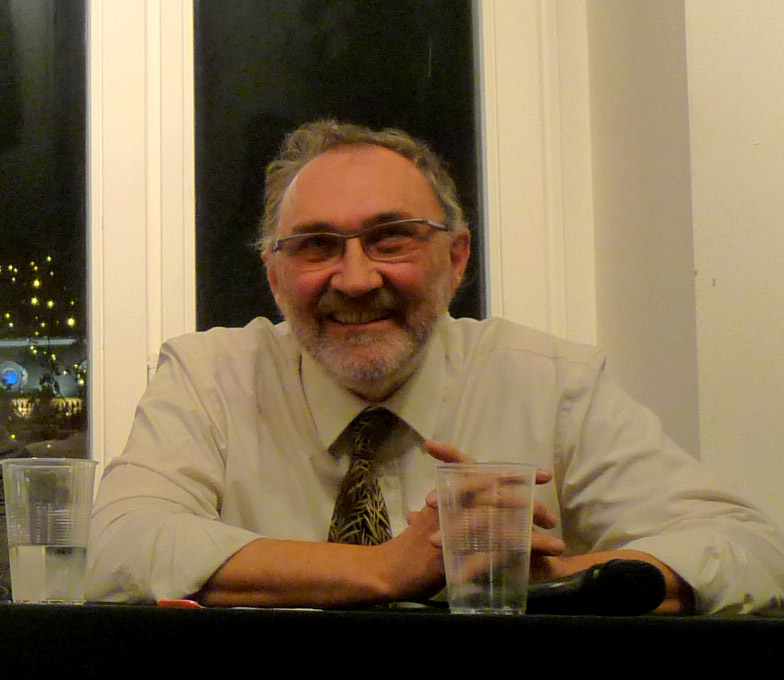
Philippe Breton (2009)

Philippe Breton centra i suoi studi sull'antropologia della parola e delle tecniche di comunicazione. 
Breton è autore di diversi libri, anche se la sua opera più conosciuta è L'utopia della comunicazione del 1992. 

In questa opera, l'autore descrive il cambiamento della accezione del termine "comunicazione", avvenuta con la fine della seconda guerra mondiale e i drammi consequenziali, tra i quali quelli dell'Olocausto e del lancio della bomba atomica.

Breton ritiene che dalla cenere di questi orrori, sia sorta una nuova ideologia definibile come "umanismo", oltre ad una nuova moderna nozione di comunicazione determinata dalla diffusione della cibernetica, che ha imposto una nuova visione del mondo, fondata sui caratteri fondamentali delle relazioni, interazioni, scambi di informazioni nell'ambito dei fenomeni.
Nel 2004 pubblica due saggi nei quali esegue una riflessione sistematica e pragmatica sui metodi di utilizzo della parola, inititolati: La parole manipuléè e Argumenter en situation difficile.